# Manuale d'amore
Manuale d'amore è un film italiano del 2005 diretto da Giovanni Veronesi. Suddiviso in quattro episodi, il film ha come protagonisti Carlo Verdone, Luciana Littizzetto, Silvio Muccino, Sergio Rubini e Margherita Buy.

## Trama

### Innamoramento
Giulia e Tommaso si incontrano per caso, lui se ne innamora all'istante, e nonostante inizialmente Giulia non ne voglia sapere del giovane spasimante, tra i due dopo una romantica "cenetta" tra sorelle, camerieri impiccioni e borsette dimenticate, nasce l'amore, fatto di baci, fino ad arrivare alla proposta ed al matrimonio.

### Crisi
Barbara e Marco sono una coppia in crisi, vicini alla separazione. Lei è la classica moglie piena di iniziative non accolte dal marito, che infatti col passare del tempo diventa più noioso.

### Tradimento
Una vigilessa viene tradita dal marito. Sfogherà la sua rabbia sugli automobilisti, diventando la vigilessa più spietata di Roma: dopo un breve e fugace tradimento anche da parte di lei, i due coniugi si ricongiungeranno.

### Abbandono
Goffredo viene abbandonato dalla moglie Margherita. Dopo diversi, rocamboleschi tentativi di rivalsa e riconquista, Goffredo si rassegna (Io non sono abbastanza forte per sopportare questo distacco, non sono di quelli che decidono di smettere di fumare e buttano il pacchetto). Ma proprio quando la disperazione si fa più nera, incontrerà il volto amico di Livia, sorella di Tommaso. I due diventano confidenti e il film si chiude su una loro passeggiata sulla spiaggia, verso un appuntamento che promette molto bene per entrambi.

## Produzione
Il film è stato girato nell'agosto 2004.

## Incassi
Il film ha incassato 14018000 €.

## Riconoscimenti
- 2005 - David di Donatello
  - Miglior attore non protagonista a Carlo Verdone
  - Migliore attrice non protagonista a Margherita Buy
  - Nomination Miglior film a Aurelio De Laurentiis e Giovanni Veronesi
  - Nomination Migliore sceneggiatura a Ugo Chiti e Giovanni Veronesi
  - Nomination Migliore produttore a Aurelio De Laurentiis
  - Nomination Migliore attore non protagonista a Silvio Muccino
  - Nomination Migliore fotografia a Giovanni Canevari
  - Nomination Migliore colonna sonora a Paolo Buonvino
  - Nomination Migliore canzone originale (Manuale d'amore) a Paolo Buonvino
  - Nomination Migliori costumi a Gemma Mascagni
  - Nomination Miglior montaggio a Claudio Di Mauro
  - Nomination Migliore fonico di presa diretta a Gaetano Carito e Pierpaolo Merafino

- 2006 - Nastro d'argento
  - Migliore sceneggiatura a Ugo Chiti e Giovanni Veronesi
  - Migliore attore non protagonista a Carlo Verdone
  - Nomination Regista del miglior film a Giovanni Veronesi
  - Nomination Miglior produttore a Aurelio De Laurentiis
  - Nomination Miglior montaggio a Claudio Di Mauro
- 2005 - Ciak d'oro
  - Migliore attore protagonista a Carlo Verdone[1]
  - Migliore produttore a Aurelio De Laurentiis[1]

- 2006 - Alpe d'Huez International Comedy Film Festival
  - Gran Premio a Giovanni Veronesi
- 2006 - Stony Brook Film Festival
  - Premio del Pubblico al miglior film a Giovanni Veronesi
- 2007 - Bastia Italian Film Festival
  - Nomination Gran Premio della Giuria a Giovanni Veronesi

## Sequel
Il film ha anche due seguiti, Manuale d'amore 2 - Capitoli successivi (2007) e Manuale d'amore 3 (2011).